# 신천 나들목
신천 나들목(新川-, Sincheon IC)은 경기도 시흥시 방산동과 신천동에 걸쳐 있는 제2경인고속도로의 10번 교차로이다. 시흥시내로 진출할 수 있다. 건설 당시 가칭은 시흥 나들목이었다.

## 연혁
- 1992년 8월 29일 : 시흥 나들목 건설을 위해 경기도 시흥시 방산동 ~ 신천동 800m 구간 도로구역 결정[1]
- 1994년 7월 7일 : 제2경인고속도로 서창 ~ 광명 구간 개통과 함께 영업 개시[2]

## 구조물 정보
- 위치: 경기도 시흥시 방산동, 신천동

## 접속하는 도로
- 서해안로
- 서창방산로
- 간접 연결 : 국도 제42호선 (수인로, 신천고가차도 교차로 이용)